# Oneplay
Oneplay je digitální televize a česká placená VOD služba poskytující filmy, seriály, pořady a sportovní přenosy online. Vznikla fúzí značek Voyo (TV Nova) a O2 TV (O2 Czech Republic) spadajících do skupiny PPF. Byla spuštěna 10. března 2025.

## Tarify
Základní tarify, které Oneplay nabízí jsou
- K internetu [pozn. 1]
- Komfort
- Extra zábava
- Extra Sport
- Maximum
- Oneplay Business [pozn. 1]

## Balíčky
Oneplay ke svým základním tarifům nabízí i možnost dokoupení jednotlivých balíčků
- Rodinné sledování
- Max [pozn. 1]

## Vlastní kanály
- Oneplay Sport 1 dříve O2 TV Sport
- Oneplay Sport 2 dříve O2 TV Fotbal
- Oneplay Sport 3
- Oneplay Sport 4

## Původní tvorba – Oneplay Originál/Speciál
Od března roku 2025 se na platformu přesunula i původní exkluzivní tvorba z videoportálu Voyo a nyní vychází pod značkami Oneplay Originál (dříve Voyo Originál) a Oneplay Speciál (dříve Voyo Speciál).

### 2025
| Název seriálu/pořadu                   | Režie                           | Premiéra úvodní epizody | Premiéra poslední epizody | Počet dílů |
| -------------------------------------- | ------------------------------- | ----------------------- | ------------------------- | ---------- |
| Ordinace v růžové zahradě 2 (24. řada) | Jiří Andrle a další             | 6. ledna 2025           | 2. června 2025            | 22         |
| Studna                                 | Tereza Kopáčová                 | 10. ledna 2025          | 14. února 2025            | 6          |
| Král Šumavy: Agent chodec              | Damián Vondrášek                | 14. března 2025         | 18. dubna 2025            | 6          |
| Medvěd                                 | Miro Remo                       | 11. dubna 2025          | 16. května 2025           | 6          |
| Bora                                   | Marek Najbrt, Zuzana Marianková | 13. června 2025         | 18. července 2025         | 6          |
| Ordinace v růžové zahradě 2 (25. řada) | Jaroslav Fuit a další           | 23. června 2025         | 1. prosince 2025          | 24         |
| Případ Janákovi                        | Mirek Vaňura, Dana Vaňurová     | 1. srpna 2025           | 22. srpna 2025            | 4          |

### V přípravě
| Název seriálu/pořadu             | Režie              | Premiéra úvodní epizody | Premiéra poslední epizody | Počet dílů |
| -------------------------------- | ------------------ | ----------------------- | ------------------------- | ---------- |
| Štěstíčku naproti                | Marek Najbrt       | 2025                    | 2025                      | 6          |
| Slovan Liberec: Zpátky na vrchol | Michal Samir       | 2025                    | 2025                      | 8          |
| Případy Jiřího Markoviče         |                    | 2025                    | 2025                      | 4          |
| Metoda Markovič: Straka          | Pavel Soukup       | 2026                    | 2026                      | 6          |
| Vypadá takhle policajt?          | Saimir Bajo        | ?                       | ?                         | 4          |
| Rigo                             | Petr Bebjak        | ?                       | ?                         | ?          |
| Miluji tě navždy, táta           | Michal Samir       | ?                       | ?                         | 6          |
| Pád domů Kollerů                 | Jan Hřebejk        | ?                       | ?                         | 8          |
| Monyová                          | Zuzana Kirchnerová | ?                       | ?                         | 6          |
| RECORD(wo)MAN                    | Dan Wlodarczyk     | ?                       | ?                         | 6          |
| Oddíl B                          | Jan Prušinovský    | ?                       | ?                         | 10         |
| Extraktoři (2. série)            | Jan Pavlacký       | ?                       | ?                         | 4          |
| Za zavřenými dveřmi              | Tomáš Klein        | ?                       | ?                         | ?          |

## Kritika
Uživatelům spojené služby Oneplay vadí, že nemohou řadit stanice ani si vybrat rozlišení. Nelíbí se jim ani příplatek za sledování na větším počtu zařízení.